# Estación de Tudela de Navarra
Tudela de Navarra es una estación ferroviaria situada en la ciudad española de Tudela en la comunidad foral de Navarra. Dispone de servicios de Larga y Media Distancia operados por Renfe.

## Situación ferroviaria
La estación se encuentra en el punto kilométrico 77,4 de la línea férrea que une Casetas con Bilbao a 261 metros de altitud, entre las estaciones de Ribaforada y Castejón de Ebro. El tramo es de vía doble y está electrificado.

## Historia
La estación fue inaugurada el 16 de mayo de 1861 con la apertura del tramo Tudela-Caparroso de la línea férrea que pretendía unir Zaragoza con Navarra por parte de la Compañía del Ferrocarril de Zaragoza a Pamplona. Esta última no tardaría en unirse con la compañía del ferrocarril de Zaragoza a Barcelona, dando lugar a la Compañía de los Ferrocarriles de Zaragoza a Pamplona y Barcelona. El 1 de abril de 1878 su mala situación económica la forzó a aceptar una fusión con Norte. En 1941, la nacionalización del ferrocarril en España supuso la integración de Norte en la recién creada RENFE.
Desde el 31 de diciembre de 2004 Renfe explota la línea mientras que Adif es la titular de las instalaciones ferroviarias.

## La estación

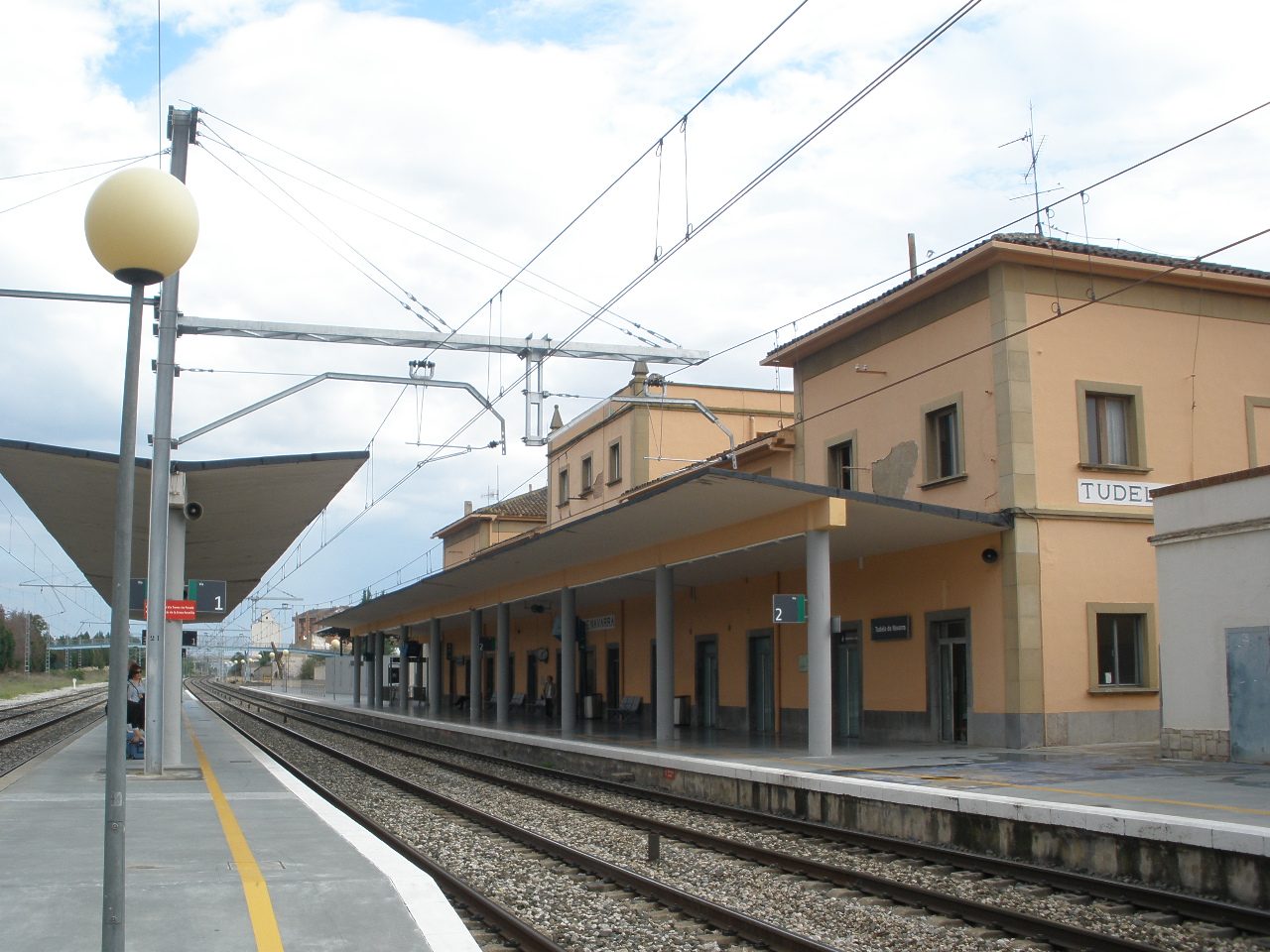
Aspecto de los andenes de la estación

Se sitúa al norte del núcleo urbano en la plaza de la Estación cerca del Parque de la Azucarera. Posee un amplio edificio para viajeros formado por un pabellón central de tres pisos, dos alas anexas y dos torres en cada extremo. Cuenta con cuatro vías y dos andenes, uno lateral y otro central. Ambos están cubiertos por marquesinas propias.
Dispone de venta de billetes, punto de información, sala de espera, aseos, cafetería, restaurante, alquiler de coches y servicios adaptados para las personas con discapacidad. En el exterior existe un aparcamiento habilitado y parada de autobuses.

## Servicios ferroviarios

### Larga Distancia
El tráfico de Larga Distancia que tiene parada en la estación incluye principalmente relaciones transversales realizadas con trenes Alvia que unen Barcelona con Galicia, Castilla y León y el País Vasco. Madrid también está unida con Tudela gracias a los Alvia que cubren los trayectos Madrid-Pamplona y Madrid-Logroño.

### Media Distancia
El tráfico de Media Distancia con parada en la estación tiene como principales destinos Zaragoza, Castejón, Logroño y Pamplona.